# Leptomerinthoprora
Leptomerinthoprora är ett släkte av insekter. Leptomerinthoprora ingår i familjen gräshoppor.
Kladogram enligt Catalogue of Life:
| Leptomerinthoprora | \| \| Leptomerinthoprora brevipennis \| \| \| \| \| \| Leptomerinthoprora corticina \| \| \| \| \| \| Leptomerinthoprora occidentalis \| \| \| \| \| \| Leptomerinthoprora rubripes \| \| \| \| |
|                    | \| \| Leptomerinthoprora brevipennis \| \| \| \| \| \| Leptomerinthoprora corticina \| \| \| \| \| \| Leptomerinthoprora occidentalis \| \| \| \| \| \| Leptomerinthoprora rubripes \| \| \| \| |
|                    | Leptomerinthoprora brevipennis |
|                    | |
|                    | Leptomerinthoprora corticina |
|                    | |
|                    | Leptomerinthoprora occidentalis |
|                    | |
|                    | Leptomerinthoprora rubripes |
|                    | |